# Tarawa
Tarawa és un atol i seu de la capital de la República de Kiribati, a la regió de Micronèsia de l'oceà Pacífic central. Comprèn Tarawa Nord, que té 6.629 habitants i té molt en comú amb altres illes més remotes del grup Gilbert, i Tarawa Sud, que té 56.388 habitants el 2015, la meitat de la població total del país. L'atol va ser l'escenari de la batalla de Tarawa durant la Segona Guerra Mundial.

## Etimologia
Tarawa és una antiga forma gilbertesa de Te Rawa, que significa "El Pas" (de la Llacuna), anomenat així per l'inusualment gran canal de navegació entre mar oberta i la llacuna. En l'etimologia popular basada en la mitologia de Kiribati, Nareau, el Déu-aranya, distingia Karawa, el cel, de Marawa, el Mar, de Tarawa, la terra.

## Geografia
Tarawa té una gran llac marítim, de 500 quilòmetres quadrats de superfície total, i un ampli escull. La llacuna està àmpliament oberta a l'oceà, amb una gran escala per a vaixells. Tot i que és naturalment abundant en peixos i mariscs de tota mena, els recursos marins estan sent afectats per la gran i creixent població. La sequera és freqüent, però en anys normals la pluja és suficient per mantenir l'arbre del pa, la papaia i els plataners, així com els cocoters i els pandanus.
El nord de Tarawa està format per una cadena d'illots des de Buariki al nord fins a Buota al sud. Els illots estan separats en alguns llocs per canals amples que és millor creuar durant la marea baixa, i hi ha un servei de ferri entre Buota i Abatao. Només Buota està connectada per carretera amb el sud de Tarawa, a través d'un pont.
Al sud de Tarawa, la construcció de calçades ha creat ara una única franja de terra des de Betio a l'oest fins a Tanaea al nord-est. Anteriorment, Benito, l'emplaçament de la batalla de Tarawa, només tenia una superfície de 1180 m2.

## Clima
Tarawa presenta un clima equatorial segons la classificació climàtica de Köppen. El clima és agradable d'abril a octubre, amb vents predominants del nord-est i temperatures estables properes als 30 °C. De novembre a març, els vents de l'oest porten pluja i ciclons ocasionals.
Les precipitacions varien significativament entre les illes. Per exemple, la mitjana anual és de 3.000 mm al nord i de 500 mm al sud de les illes Gilbert. La majoria d'aquestes illes es troben al cinturó sec de la zona climàtica oceànica equatorial i experimenten sequeres prolongades.